# Raoul de Vitry
Pour les articles homonymes, voir Vitry.
Raoul de Vitry d'Avaucourt (1895-1977) est un ingénieur français, directeur général de 1936 à 1958, puis président-directeur général de 1958 à 1967 de Pechiney, cofondateur d'American Research (en), membre fondateur et vice-président de l'Insead, président du Comité d'organisation de l'aluminium et du magnésium, administrateur de Digital Equipment Corporation, du CNRS.
Il est président de la Fédération française de bridge de 1965 à 1971.

## Famille
Ayant épousé Marie-Claire-Henriette-Nicole Le Bret, il est le gendre de Jean Le Bret. Le couple a 10 enfants, dont quatre fils qui ont fait l'École polytechnique. Il est le beau-père de Marc Julia.

## Carrière
Raoul de Vitry réussit le concours d'entrée à École polytechnique en 1914, mais passe ensuite cinq ans pendant la Première Guerre mondiale comme officier d'artillerie, et n'entre effectivement à l'école qu'en 1919. Il en sort dans le Corps des mines et passe trois ans à l'École nationale supérieure des mines de Paris.
Après un début de carrière dans le service des mines de l'Administration française, il entre à Péchiney en 1928, en devient le dirigeant en 1938 et le reste jusqu'en 1967. Il y poursuit une stratégie simple et efficace : rester dans le métier de l'aluminium « amont » et créer des mines de bauxite et des usines « amont » proches des mines et de production d'électricité bon marché dans les pays développés (États-Unis, Australie), afin de minimiser les coûts de transport. Il évite soigneusement toute diversification vers des métallurgies autres que l'aluminium.
Il est membre en 1941 du Conseil d'études économiques, qui se réunit deux fois par mois auprès du ministre de l’Économie à Vichy. 
En même temps, il aide financièrement la Résistance pendant la Seconde Guerre mondiale.

## Distinctions
Raoul de Vitry est récipiendaire des décorations suivantes, tant en raison de son soutien à la Résistance pendant la Seconde Guerre mondiale que de ses activités de développement économique en liaison notamment avec le général Georges Doriot.
- Commandeur de la Légion d'honneur[Quand ?]
- Grand officier de l'ordre national du Mérite[Quand ?]
- Croix de guerre 1914–1918
- Médaille de la Résistance française (décret du 31 mars 1947)[6]
- Ordre de Saint-Olaf (Norvège) (1948)
- Grand officier de l'ordre du Mérite industriel ( Portugal, 17 février 1972)[7]